# Estación Portales (Tren Limache-Puerto)
Portales es una estación de la línea de Tren Limache-Puerto, ubicada paralela a la Avenida España de Valparaíso. 

## Historia

### Sigloxix
Originalmente fue conocida como estación Matadero.

### Sigloxx

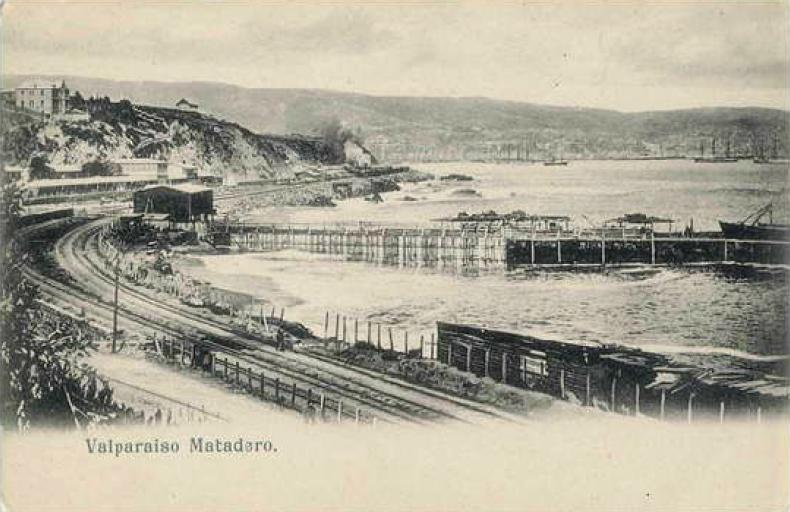
Estación «Matadero» c.1900

El nombre se mantuvo hasta la década de 1940. Durante ese período, recibió convoyes que transportaban ganado con destino al matadero municipal, situado en las cercanías.
En 1910 se planteó la necesidad de mejorar la infraestructura de la estación. Según la Memoria de la Empresa de los Ferrocarriles del Estado de ese año, se propuso la construcción de edificios para la estación y la residencia del jefe de estación. Dado que el recinto recibía animales para su posterior faenamiento y abastecimiento de la ciudad, se consideró necesario ampliar los corrales e instalar grifos para facilitar la desinfección de carros. Asimismo, se recomendó mejorar el alumbrado de los patios y construir un desvío que permitiera optimizar el movimiento de trenes.
A fines de la década de 1940 la estación cambió su nombre a Portales, en referencia a la caleta de pescadores ubicada en sus proximidades. En la actualidad, el recinto corresponde al paradero Portales del Metro de Valparaíso, manteniendo su función dentro del sistema ferroviario regional.

### Sigloxxi
Con la construcción del nuevo sistema de transporte Tren Limache-Puerto, se demolió la infraestructura de pasajeros que existía previamente, para dar espacio a la construcción de una nueva estación de mesanina aérea que cuenta con una pasarela como acceso hacia los andenes, para conectar el lado sur de Av. España, siendo inaugurada el 23 de noviembre de 2005.
Está en estudios desde inicios de la década de 2020 la construcción de asensores en ambos costados de Avenida España para conectar más fácilmente el nivel de calle la pasarela de ingreso a la estación. Otro proyecto en etapa de estudios es la construcción de un paso sobrenivel de la calle Acesso a Caleta Portales, para poder aumentar la frecuencia de trenes.

## Origen etimológico
El nombre de la estación deriva de la caleta Portales (que a su vez es en honor al estadista chileno Diego Portales), distante a pocos metros de la estación.[cita requerida]

## Alrededores
En su entorno se encuentra la Caleta Portales, una sede de Inacap, la Casa Central de la Universidad Técnica Federico Santa María y el Cerro Los Placeres.